# مطبخ ليبيري
يشير المطبخ الليبيري إلى مطبخ ليبيريا. يتمحور حول أطباق فريدة من الأرز، والكسافا، والموز، واليام، والفواكه والخضروات الاستوائية (البطاطا، والخضر، وأوراق الكسافا، والبامية، والملفوف)، وكذلك الأسماك واللحوم وأكثر من ذلك. يتأثر المطبخ الليبيري أيضًا بالأمريكيين من أصل أفريقي من خلال المأكولات والوصفات الأمريكية الليبيرية  والكاريبية.
لدى ليبيريا أيضًا تقليد الخبز، بما في ذلك خبز الذرة والخبز الحامض وخبز الأرز وخبز الموز والكعك.

## المواد الغذائية الأساسية

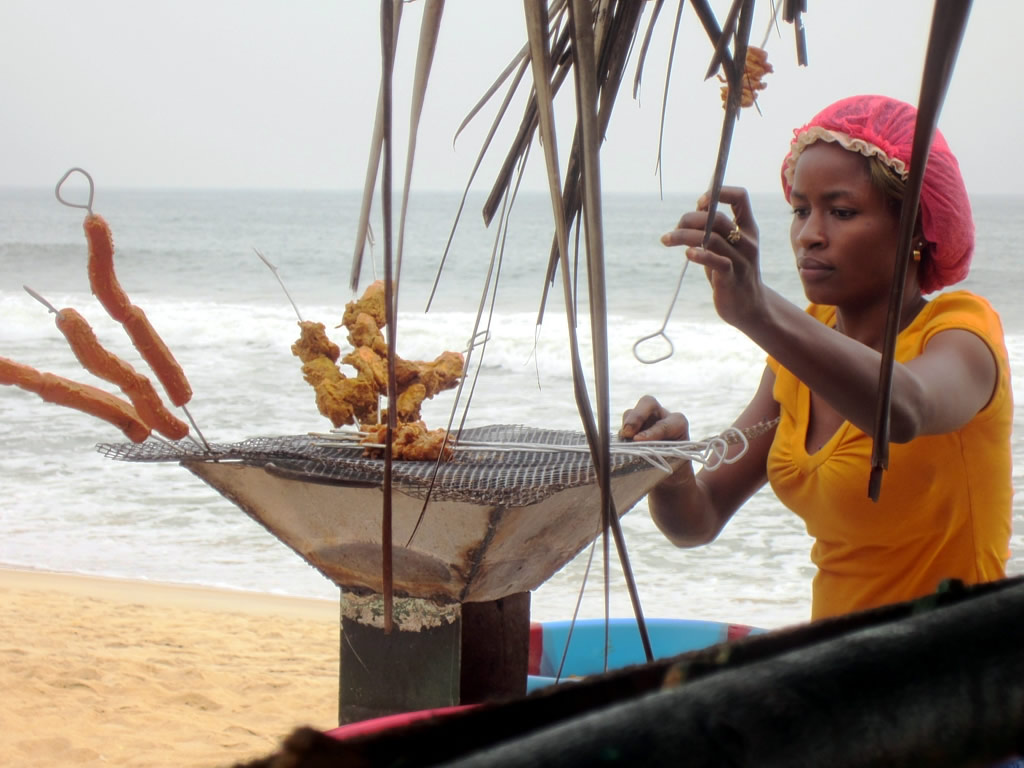
حفل شواء على شاطئ البحر في سينكور، مونروفيا، ليبيريا

### النشويات
يعتبر الأرز عنصرًا أساسيًا في النظام الغذائي الليبيري، سواء كان تجاريًا أو ريفيًا («أرز المستنقعات»)، ويقدم إما «جافًا» (بدون صلصة)، مع سكب الحساء أو الحساء فوقه، أو طهيه مع أرز الجولاف الكلاسيكي، أو طحنه إلى أرز. دقيق لصنع خبز الريف. يعالج جذر الكسافا أو التابيوكا وطحنه وتحويله إلى أطعمة نشوية مثل فوفو (باستخدام الكسافا المجففة) ودمبوي (باستخدام الكسافا المسلوقة). أحد أطباق الكسافا المطحونة المشهورة بشكل خاص هو الطبق الإقليمي الشمالي الشرقي glea-gbar، المعروف باسم GB أو gebee ويتم تقديمه بشكل عام مع حساء اللحوم المختلط الحار. كما تؤكل الإدو (جذور القلقاس).

### الفواكه والخضروات
تشمل المكونات الليبيرية الشهيرة الكسافا والموز والحمضيات والموز الحلو أو العادي وجوز الهند والبامية والبطاطا الحلوة. اليخنة الثقيلة المتبلة بالهابانيرو والفلفل الاسكتلندي تحظى بشعبية كبيرة وتتناول مع فوفو. تُزرع وتُستهلك خضروات البطاطس، وهي النبات الورقي للبطاطا الحلوة، على نطاق واسع، كما هو الحال مع الكرات المرة (خضروات صغيرة تشبه الباذنجان)، والبامية.
اليخنات الشعبية الأخرى، والتي يشار إليها باسم «الحساء»، هي التوبورغي، والأوراق المرة، وأوراق الكسافا وصلصة بالافير. يتكون توبورغي من الباذنجان الأفريقي المطهي والمتبل بزيت النخيل المخمر. غالبًا ما يكون طعمه مريرًا ويرتبط عادةً بشعب لورما الذي يسكن منطقة لوفا.
Bitterleaf، التي يشار إليها باسم «bittas» من قبل السيراليونيين، تتكون من أوراق مرة ممزوجة ببذور البطيخ المطحونة.

موقع ليبيريا

أوراق الكسافا، التي يشار إليها باسم «gbassajama»، مصنوعة من أوراق الكسافا المطحونة. بعد ذلك تطهى الأوراق ببطء وتطري في مرق وخلطها مع مرق زيت النخيل الأحمر.
تتكون صلصة بالافير من أوراق الجوت، والتي يشار إليها أيضًا باسم «الهضبة»، والتي تطهى في المرق.

### الأسماك واللحوم
تعد الأسماك أحد مصادر البروتين الحيواني الرئيسية في ليبيريا، حيث أشارت دراسة أجريت عام 1997 إلى أنه في بلدان غينيا العليا (التي تعد ليبيريا واحدة منها)، تشكل الأسماك ما بين 30 إلى 80% من البروتينات الحيوانية في النظام الغذائي. ومع ذلك، أشارت الدراسات إلى أن استهلاك الأسماك في تلك المنطقة انخفض فعليًا من السبعينيات إلى التسعينيات بسبب «تدهور الأراضي ومستجمعات المياه». تُعرف الأسماك المجففة الصغيرة بالأجسام أو البوني.

### لحوم الطرائد
تتناول لحوم الطرائد على نطاق واسع في ليبيريا، وتعتبر من الأطعمة الشهية. وجدت دراسة استقصائية للرأي العام عام 2004 أن لحوم الطرائد احتلت المرتبة الثانية بعد الأسماك بين سكان مونروفيا كمصدر مفضل للبروتين. من بين الأسر التي قدمت لحوم الطرائد فيها، قال 80% من السكان إنهم قاموا بطهيها «من حين لآخر»، بينما قام 13% بطهيها مرة واحدة في الأسبوع و7% طبخوا لحوم الطرائد يوميًا. أجري المسح خلال الحرب الأهلية الأخيرة، ويعتقد الآن أن استهلاك لحوم الطرائد أعلى بكثير.
تصطاد الأنواع المهددة بالانقراض للاستهلاك البشري في ليبيريا. تشمل الأنواع التي يتم اصطيادها من أجل الغذاء في ليبيريا الفيلة، وفرس النهر القزم، والشمبانزي، والفهود، والديكر، وأنواع مختلفة من القرود.

### الكحول
بينما تنتج ليبيريا وتستورد وتستهلك بعض أنواع البيرة والمشروبات الكحولية القياسية، فإن نبيذ النخيل التقليدي المصنوع من عصارة النخيل المتخمرة يحظى بشعبية كبيرة. يمكن شرب نبيذ النخيل كما هو، أو استخدامه كبديل للخميرة في الخبز، أو استخدامه كخل بعد أن يحمض. يُصنع الرم المحلي أيضًا من قصب السكر، ويُسمى «عصير القصب» أو جانا جانا.